# San Pedro de Azafranes
San Pedro de Azafranes är en ort i Mexiko.   Den ligger i kommunen Otáez och delstaten Durango, i den centrala delen av landet, 900 km nordväst om huvudstaden Mexico City. San Pedro de Azafranes ligger 1 802 meter över havet och antalet invånare är 230.
Terrängen runt San Pedro de Azafranes är bergig norrut, men söderut är den kuperad. Runt San Pedro de Azafranes är det mycket glesbefolkat, med 5 invånare per kvadratkilometer. San Pedro de Azafranes är det största samhället i trakten. I omgivningarna runt San Pedro de Azafranes växer huvudsakligen savannskog.